# Rhyncomya interclusa
Rhyncomya interclusa är en tvåvingeart som beskrevs av Villeneuve 1920. Rhyncomya interclusa ingår i släktet Rhyncomya och familjen Rhiniidae. Inga underarter finns listade i Catalogue of Life.